# يوكيو شيبارا
يوكيو شيبارا (باليابانية: 新原 由喜男) (مواليد 5 يونيو 1979)، هو لاعب كرة قدم سابق كان يلعب كلاعب وسط.